# Corbins
Corbins (spanisch Corbíns) ist eine katalanische Gemeinde (Municipio) mit 1.502 Einwohnern (Stand: 2024) in der Provinz Lleida im Nordosten Spaniens. Sie ist Teil der Comarca Segrià. 

## Geographie
Artesa de Lleida liegt etwa neun Kilometer nordnordöstlich vom Stadtzentrum von Lleida in einer Höhe von ca. 210 m am Segre. 

## Einwohnerentwicklung
| 1900 | 1930 | 1950 | 1970 | 1981 | 1991 | 2001 | 2011 | 2021 |
| ---- | ---- | ---- | ---- | ---- | ---- | ---- | ---- | ---- |
| 959  | 1105 | 1009 | 1067 | 1048 | 1039 | 1082 | 1377 | 1499 |

## Sehenswürdigkeiten

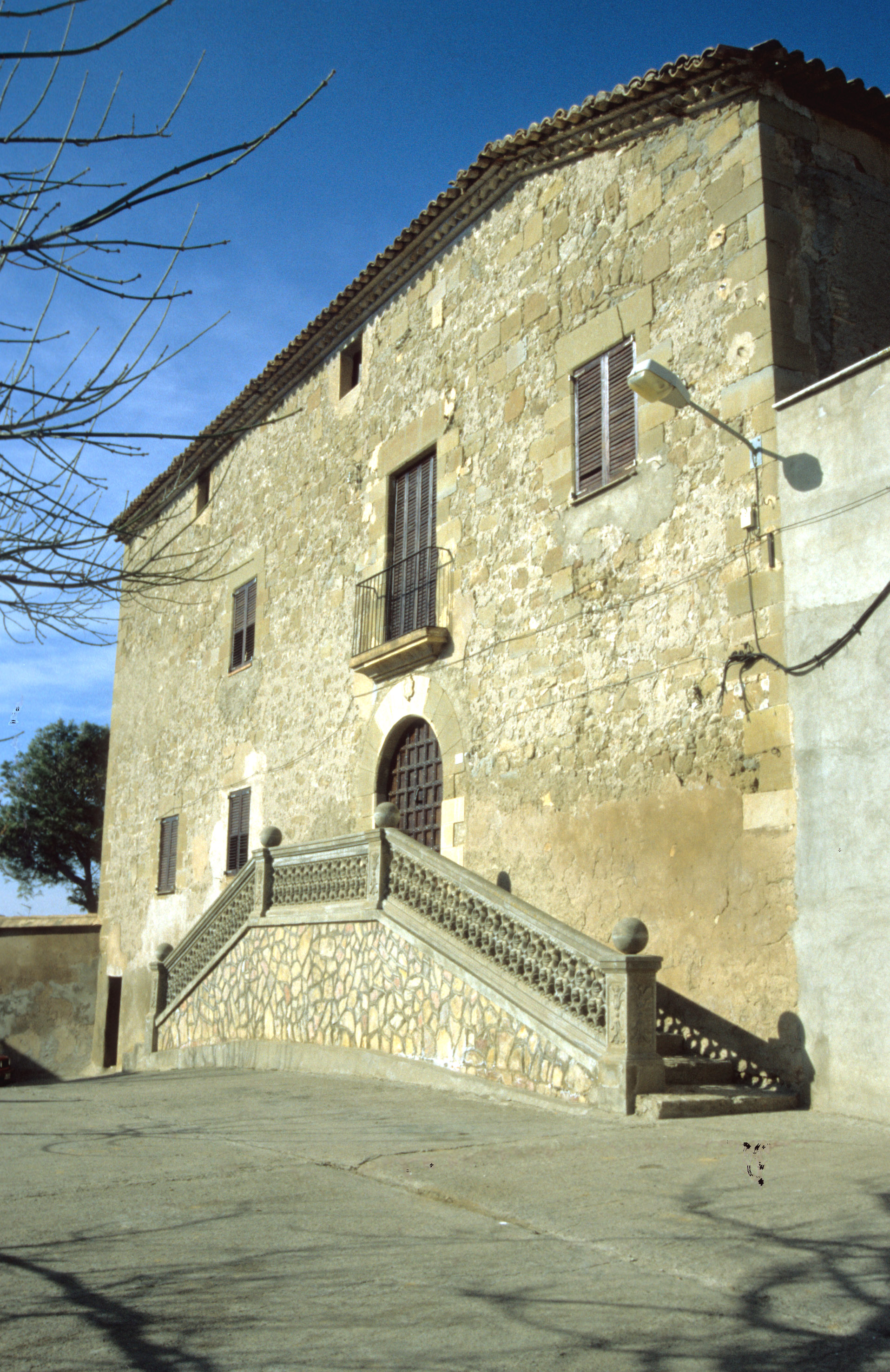
Reste der Burganlage
- Jakobskirche

- Reste der Burganlage